# Scrancia pyralina
Scrancia pyralina är en fjärilsart som beskrevs av Sergius G. Kiriakoff 1964. Scrancia pyralina ingår i släktet Scrancia och familjen tandspinnare. Inga underarter finns listade.